# Anton von Rotenhan
Anton von Rotenhan (né vers 1390 à Rentweinsdorf, mort le 5 mai 1459) est prince-évêque de Bamberg de 1431 à sa mort.

## Biographie
Anton vient de la maison de Rotenhan. Il devient en 1398 chanoine de Bamberg et de Wurtzbourg. Il est élu en 1431 diacre de la cathédrale de Bamberg et en septembre prince-évêque à la place de Friedrich von Aufseß qui a dû abdiquer. Il reçoit l'ordination des mains de son frère Christoph (de), évêque (de) de Lebus.
Pendant son épiscopat, il doit faire avec trois puissances : le chapitre de chanoines de la cathédrale, des églises Saint-Gangolf (de), Saint-Jacques (de), Saint-Étienne (de) ainsi que de l'abbaye de Michelsberg (de), l'évêché dont les intérêts ne sont pas toujours en accord avec le chapitre, et les citoyens. Il y a un différend sur l'immunité ecclésiastique entre le chapitre et les citoyens. Pendant l'épiscopat d'Anton von Rotenhan, il y a les croisades contre les hussites et des conciles. Son prédécesseur avait démissionné parce qu'on ne lui faisait confiance pour savoir gérer.
Les citoyens de Bamberg veulent d'une enceinte pour ne pas subir une nouvelle attaque des Hussistes. Afin de lever les fonds nécessaires, les citoyens demandent la levée de l'immunité des personnes dépendant de l'évêché. L'empereur Sigismond reconnaît dans des documents à part ces revendications. En outre, il y avait déjà une brouille entre le clergé et la ville, même avant la nouvelle élection de l'évêque. Ce dernier ne parvient à repousser ces revendications, les murs sont bâtis et les opposants doivent se soumettre. L'évêque et son chapitre sont isolés de la ville après que le concile de Bâle va à l'encontre de leurs décisions. Finalement un accord entre l'évêché et la ville aboutit au retrait des revendications des citoyens et la restauration de l'ancien ordre, aussi parce qu'en 1437 l'empereur Sigismond menace de ne pas défendre la ville.

### Source, notes et références
- (de) Cet article est partiellement ou en totalité issu de l’article de Wikipédia en allemand intitulé « Anton von Rotenhan » (voir la liste des auteurs).